# Paul Pfurtscheller

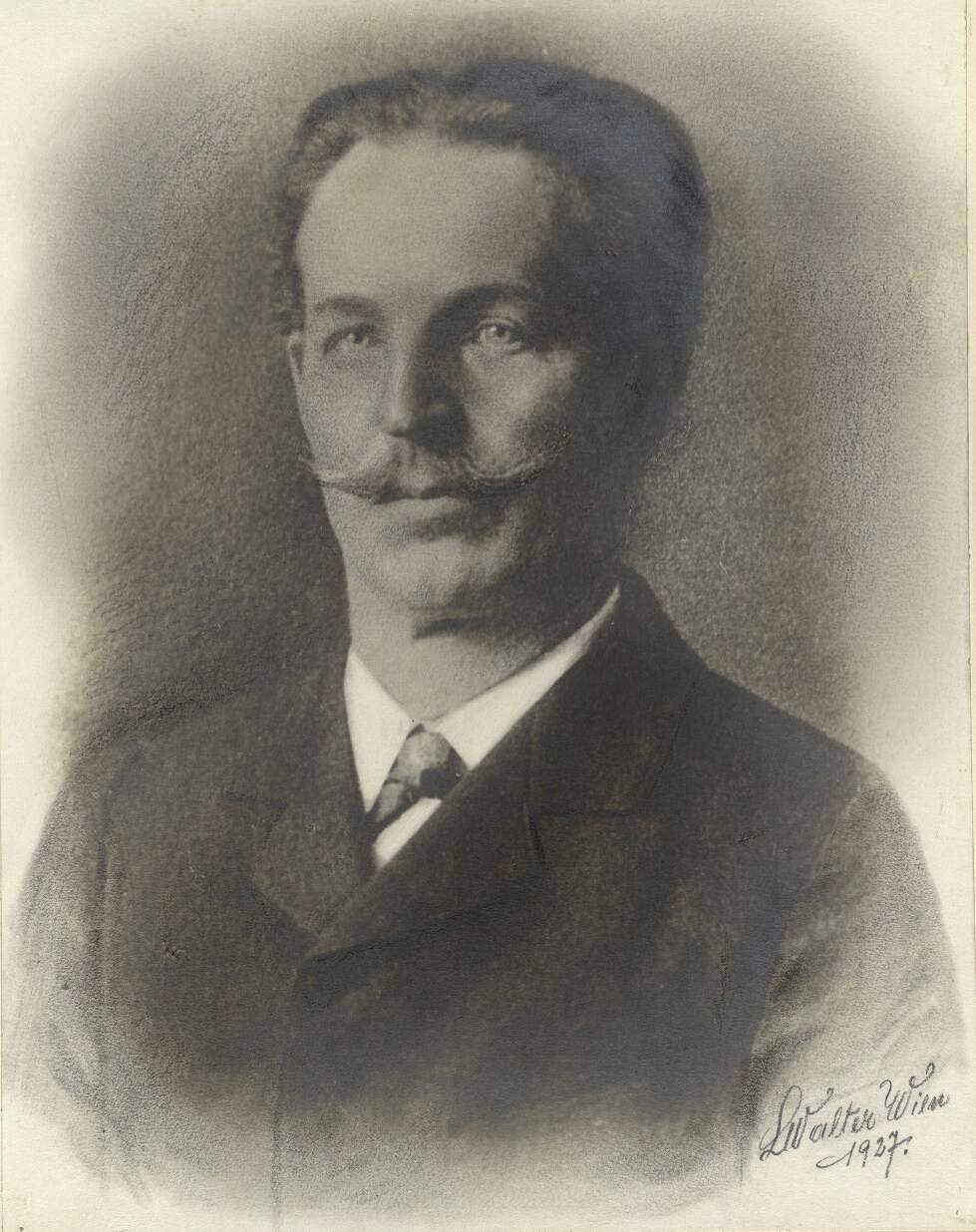
Paul Pfurtscheller

Paul Pfurtscheller (* 20. November 1855 in Salzburg; † 5. Februar 1927 in Wien) war ein österreichischer Zoologe, Lehrer und Künstler.

## Leben
Paul Pfurtscheller wurde am 20. November 1855 in Salzburg geboren. Nach seiner Schulzeit am Akademischen Gymnasium in Salzburg inskribierte er ab 1874 zoologische, botanische u. a. Vorlesungen an der Universität Wien. Am Pflanzenphysiologischen Institut verfasste er 1877 handschriftlich seine Dissertation über anatomische Einzelheiten der Nadelhölzer. Seit 1877 war er Mitglied der k. k. Zoologisch-Botanischen Gesellschaft. Die Lehramtsprüfung für Naturgeschichte und Physik folgte 1880. Zumindest eine Veröffentlichung belegt, dass er weiter wissenschaftlich arbeitete.
Pfurtscheller war beim Landesschulrat Niederösterreich angestellt und begann als Probelehrer in der Hegelgasse 3 im 1. Wiener Gemeindebezirk. Dort war Pfurtscheller dann Supplent, später provisorischer Lehrer im Staatsgymnasium II in der Taborstraße, schließlich wirklicher Professor am Franz-Joseph Gymnasium in der Hegelgasse 3.
Am 10. Juli 1897 feierten Constantine Schollian (* 1862, Triest) und Paul Pfurtscheller Hochzeit in „Sant’Antonio Nuovo“, der größten Kirche in Triest. Ihre Privatadresse lautete Streichergasse 10 im 3. Wiener Gemeindebezirk. Bis zu seiner Pensionierung 1911 wirkte er als Lehrer am Franz-Joseph Gymnasium. Die Schule übersiedelte nach 40 Jahren, im Jahr 1912, von der Hegelgasse in das nicht weit davon gelegene neue Gebäude Stubenbastei 6–8. Dessen Eingangstor zeigt in Großbuchstaben neben den Namen anderer bedeutender Lehrer und Schüler auch Pfurtscheller.

### Wiener Kongress
Die 66. Versammlung der Gesellschaft Deutscher Naturforscher und Ärzte fand in Wien statt, vom 24. bis 28. September 1894. Aus diesem Anlass gab es in der Universität eine große Rahmenveranstaltung. Die „Ausstellung wissenschaftlicher Objecte wurde zur Besichtigung des Wiener Publicums schon am 16. September unter Anwesenheit des Ministers für Cultus und Unterricht erœffnet.“ „Die Abtheilung der naturhistorischen Lehrmittel wurde von den Professoren J. Mik und Dr. P. Pfurtscheller zusammengestellt, wobei die Custoden der naturhistorischen Cabinette an den neunzehn Mittelschulen Wiens Beiträge lieferten.“ Pfurtscheller selbst hatte Exponate zur Verfügung gestellt; allerdings noch keine zoologischen Tafeln, denn die erste (Sternkoralle) wurde erst 1902 gedruckt.
„Es zeigt sich da der große Fortschritt, den die naturwissenschaftliche Ausbildung der Schüler nicht nur an den Realschulen, sondern auch an den Gymnasien in Oesterreich während der letzten Decennien gemacht hat.“ Die Organisatoren hatten eine Mustersammlung zusammengestellt, wie sie jede Mittelschule anstreben sollte. Als Anerkennung wurden Mik und Pfurtscheller dem Erzherzog Rainer von Österreich vorgestellt. (Der Kaiser befand sich derzeit mit König Albert von Sachsen auf Hochwildjagd in der Steiermark.) „Die Ausstellung in der Universität bleibt mit Bewilligung des Rectorates noch bis Donnerstag den 4. October, Abends, zur allgemeinen Besichtigung gegen das Entrée von 30 Kreuzern geöffnet.“

### Wandtafeln
Ansehen erlangte Pfurtscheller in Fachkreisen durch „Zoologische Wandtafeln“, die er didaktisch sowie grafisch-künstlerisch gestaltete und einschließlich der Tafel 28 bei A. Pichlers Witwe & Sohn herausgab. Den Druck führte zuerst die Buchdruckerei und Kunstanstalt Friedrich Sperl, Linke Bahngasse 9, in Wien, 3. Bezirk aus, dann der Lithograf Emil Hochdanz in Stuttgart. Die Herausgabe der Tafeln 29 bis 39 besorgte der Verleger Martinus Nijhoff in Den Haag. Die Lithografien sind in bis zu 15 Farben produziert!  Jede Tafel wurde durch ein „Begleitwort“ erläutert, damals auch erhältlich in französischer und englischer Übersetzung.
Die Tafeln entstanden anfangs zur Unterstützung seines persönlichen Lehrunterrichts. Als entwickeltes Projekt waren die insgesamt 39 Tafeln für „Mittelschulen“ (Gymnasien und Realschulen) gedacht. Doch bald fanden sie auch Anerkennung und Verwendung in zoologischen Universitätsinstituten.

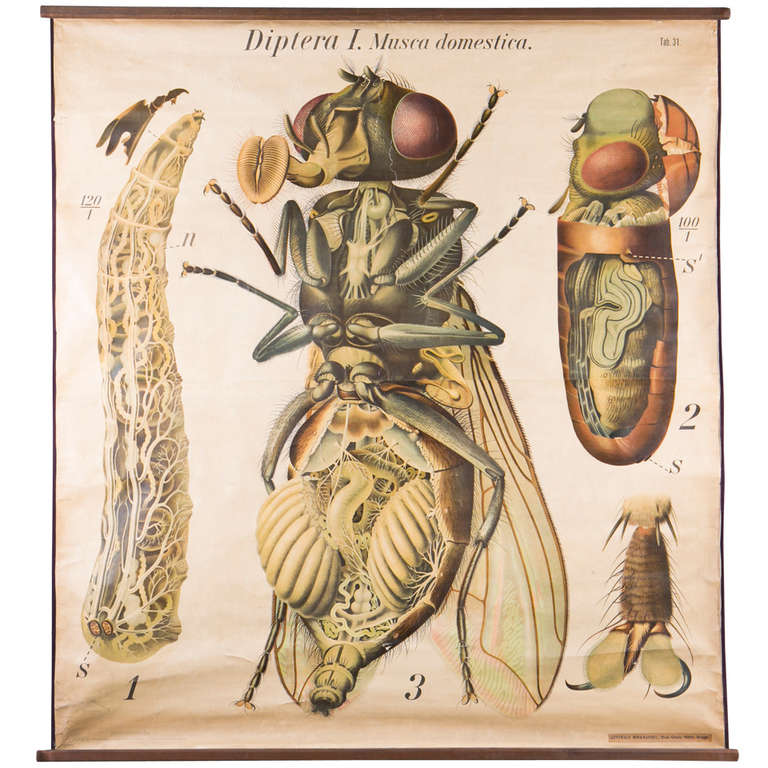
Anatomie der Stubenfliege; Wandtafel Nr. 31 von Paul Pfurtscheller, 1926

Tabelle: Zoologische Wandtafeln, Format 130 × 140 cm (sofern als Lithographien veröffentlicht)
| Nr. | Wandtafel                       | Gattung, Art                        | Figuren | Ausgabe |
| --- | ------------------------------- | ----------------------------------- | ------- | ------- |
| 1   | Anthozoa: Polyactinia           | Astroides calycularis               | 2       | 1902    |
| 2   | Mollusca: Lamellibranchiata     | Unio pictorum                       | 2       | 1902    |
| 3   | Mollusca: Gastropoda: Pulmonata | Helix pomatia                       | 4       | 1902    |
| 4   | Pisces: Selachii: Plagiostomi   | Mustulus vulgaris                   | 6       | 1902    |
| 5   | Echinodermata: Echinoidea       | Sphaerechinus                       | 5       | 1902    |
| 6   | Hydrozoa: Hydromedusae          | Hydra                               | 7       | 1903    |
| 7   | Mollusca: Cephalopoda           | Sepia officinalis                   | 5       | 1902    |
| 8   | Mollusca:                       | - Mantelformen -                    | 5       | 1903    |
| 9   | Cestodes:                       | Taenia solium                       | 11      | 1903    |
| 10  | Anthozoa: Octactinia            | Corallium rubrum                    | 7       | 1903    |
| Nr. | Wandtafel                       | Gattung, Art                        | Figuren | Ausgabe |
| 11  | Echinodermata, Asteroidea       | Astropecten aurantiacus             | 4       | 1904    |
| 12  | Spongiae (Porifera)             | Sycon, Aplysina                     | 6       | 1904    |
| 13  | Insecta: Hymenoptera            | Apis mellifica (1)                  | 5       | 1904    |
| 14  | Spongiae                        | Euspongia officinalis               | 5       | 1904    |
| 15  | Crustacea: Thoracostraca        | Astacus fluviatilis                 | 3       | 1905    |
| 16  | Vermes: Hirundinea              | Hirudo medicinalis                  | 5       | 1905    |
| 17  | Infusoria: Ciliata              | Paramecium, Stylonychia, Vorticella | 5       | 1907    |
| 18  | Reptilia: Ophidia               | Tripidonotus natrix                 | 3       | 1906    |
| 19  | Aves:                           | Columba domestica                   | 3       | 1907    |
| 20  | Reptilia: Chelonidae            | Emys orbicularis                    | 3       | 1908    |
| 21  | Myriapoda:                      | Lithobius forficatus                | 3       | 1908    |
| 22  | Pisces: Teleostei               | Perca fluviatilis                   | 4       | 1909    |
| 23  | Insecta: Lepidoptera            | Pieris brassicae (1)                | 5       | 1910    |
| 24  | Insecta: Lepidoptera            | Pieris brassicae (2)                | 4       | 1910    |
| 25  | Archnoidae: Araneina            | Epeira diadema                      | 5       | 1912    |
| 26  | Amphibia: Anura                 | Rana sp. (1)                        | 6       | 1913    |
| 27  | Amphibia: Anura                 | Rana sp. (2)                        | 4       | 1913    |
| 28  | Mammalia                        | Mus decumanus                       | 3       | 1915    |
| Nr. | Wandtafel                       | Gattung, Art                        | Figuren | Ausgabe |
| 29  | Amphibia: Urodela               | Triton cristatus                    | 5       | 1923    |
| 30  | Insecta: Hymenoptera            | Apis mellifica (2)                  | 4       | 1923    |
| 31  | Insecta: Diptera                | Musca domestica                     | 5       | 1923    |
| 32  | Insecta: Diptera                | Culex pipiens                       | 4       | 1923    |
| 33  | Vermes: Chaetopoda              | Lumbricus sp.                       | 6       | 1923    |
| 34  | Reptilia: Ophidia               | Vipera berus                        | 5       | 1923    |
| 35  | Reptilia: Sauria                | Lacerta agilis                      | 5       | 1923    |
| 36  | Arachnoidea: Acarina            | Tyroglyphus sp.                     | 7       | 1923    |
| 37  | Coleoptera: Melolonthidea       | Melolontha vulgaris                 | 6       | 1925    |
| 38  | Vermes: Ascaridae               | Ascaris lumbricoides                | 8       | 1925    |
| 39  | Insecta: Blattaeformea          | Periplaneta orientalis              | 4       | 1927    |

Eine auf Leinwand gedruckte Tafel mit Rollstäben kostete 10 Kronen.
In der Versammlung der Zoologisch-Botanischen Gesellschaft am 20. Juni 1902 referierte der Botaniker Heimerl über das neue Unterrichtsmaterial. Zu dem Zeitpunkt hatte Pfurtscheller 14 Tafeln fertig „gezeichnet“; fünf davon waren im Buchhandel und fünf befanden sich noch in Druck. Exemplarisch wurde die Tafel zur Weinbergschnecke (Helix pomatia) gewürdigt: „Die Darstellung ist eine derartig naturgetreue und packende, eine so von jeder Schablone entfernte und eigenthümliche, endlich eine so ausgezeichnet sichtbare, dass ich aus vollster Ueberzeugung sagen kann, ein derartiges herrliches, den Anforderungen des Unterrichtes und der wissenschaftlichen Verlässlichkeit gleich treu angepasstes Kunstwerk muss von Lehrern und Lernenden mit Begeisterung begrüsst werden und wird einen trefflichen, bis jetzt fehlenden Unterrichtsbehelf bilden.“ Bis in die späten 1930er Jahre wurden Pfurtschellers Tafeln hoch gelobt und bis 1963 auch verkauft.